# Antonio Moreno Barberá
Antonio Moreno Barberá est un marin militaire espagnol né le 17 avril 1940 à Madrid et mort le 14 avril 2023 dans la même ville.

## Biographie
Antonio Moreno Barberá s'engage dans la Marine espagnole à l'âge de seize ans. Promu au grade d'amiral en 1997, il est nommé cette même année chef d'État-major de la Marine. Il devient, trois ans plus tard, chef d'État-major de la Défense (JEMAD), poste dont il est relevé en 2004 au profit du général Félix Sanz Roldán.